# Albert von Schönburg
Franz Gottlob Albert Christian Ernst Graf von Schönburg (* 20. April 1761 in Glauchau; † 8. Januar 1841 ebenda) war Mitbesitzer der Herrschaft Rochsburg und Sächsischer Landtagsabgeordneter.

## Biografie
Der Sohn von Albert Christian Ernst von Schönburg (1720–1799) und Magdalena Franziska Elisabeth von Schönburg-Wechselburg (1727–1772) besuchte zunächst wie sein Vater das Theresianum in Wien, kehrte aber später nach Sachsen zurück. 1797 musste Albert seine verschuldete Herrschaft Hinterglauchau an seinen Bruder Gottlob Carl Ludwig von Schönburg (1762–1842) verkaufen. Ab 1825 war er Mitbesitzer der Herrschaft Rochsburg.
Als Vertreter der Schönburgischen Herrschaften nahm er 1787, 1817, 1820, 1824 und 1830 an den Sächsischen Ständeversammlungen teil. Dabei gehörte er jeweils dem ersten Korpus an. 1836/37 saß er als Bevollmächtigter der Schönburgischen Lehnsherrschaften Rochsburg, Wechselburg, Penig und Remissen in der I. Kammer des konstitutionellen Sächsischen Landtags.